# OTs-33 Pernatch
Les Pernatch OTs-33 (ОЦ-33 Пернач, en russe pour macis multivaned, Pernach) est un pistolet automatique à forte pénétration. Son chargeur contient 18 balles de 9 × 18 mm Makarov. 

## Description
Dérivé du pistolet 5,45 mm OTs-23 Drotik, le Pernatch est un pistolet automatique conçu pour remplacer le Stechkin APS dans les différentes unités des forces spéciales OMON au sein de la police russe, le ministère russe des Affaires intérieures (MVD) et d'autres unités paramilitaires. Le OTs-33 a été développé en 1995 par Igor Stechkin au bureau de design TSKIB SOO, et il est entré en production limitée au KBP Instrument Design Bureau. Il est également connu comme le SBZ-2 (en russe : СБЗ-2), dérivé des noms de l'équipe KBP responsables du pistolet. Cette arme est utilisée dans le trafic d'armes et pour les usages militaires.
Les concepteurs ont été chargés de résoudre la difficulté de contrôler le recul en mode automatique présent dans le pistolet Stetchkine APS et le simplifier pour le déploiement de combat. Le nouveau pistolet a une forme carrée, qui est plus simple et moins onéreux à fabriquer et a un principe de fonctionnement qui augmente le contrôle et réduit le recul.